# Гончаров Григорій Іванович (учений)
Григорій Іванович Гончаров (нар. 9 (22) січня 1915, с. Уланове Глухівського повіту Чернігівської губернії (з 2020 року — Есманської селищної громади Шосткинського району Сумської області) — пом. 6 січня 2000, м. Глухів (з 2020 року — Шосткинського району) Сумської області) — український науковець, фахівець у галузі механізації сільського господарства, кандидат технічних наук (1968), лауреат Державної премії СРСР (1950).

## Життєпис
Григорій Гончаров народився 1915 року в селі Уланове Глухівського повіту Чернігівської губернії (з 2020 року — Есманської селищної громади на Сумщині). У 1940 році закінчив Харківський механічний машино-будівний інститут. Брав участь у другій світовій війні. Був нагороджений державними та бойовими нагородами. Після повернення з фронту в 1947 році почав трудову та наукову діяльність у ВНДІ луб'яних культур у місті Глухові. В 1968 році захистив дисертацію кандидата технічних наук. У 1969 році обійняв посаду завідувача відділу механізації. За участі Григорія Гончарова було створено та впроваджено у виробництво стеблову МС-1, снопову МК-1С, просту МК-1,5 та складну МКС-1,5 коноплемолотарки, коноплежатки ЖК-2,1, ЖК-1,9, коноплезбиральний комбайни ККУ-1,9, КУК-5, ККП-1,8, КСГ-1, коноплепідбирач ПКВ-1. на пенсію науковець вийшов у 1981 році. Помер 6 січня 2000 року в м. Глухові на Сумщині.

## Основні праці
- Коноплеуборочные машины и организация уборки конопли // Механизация коноплеводства. Москва, 1956;
- Исследование режущего аппарата для уборки конопли // Сб. науч. тр. ВНИИ лубяных культур. Киев, 1967;
- Результаты исследований и разработки новых технологий уборки конопли и комплекса машин для их осуществления // Биол. особенности, технология возделывания и первич. обработка конопли: Сб. науч. тр. ВНИИ лубяных культур. Глухов, 1982.

## Нагороди
- Державна премія СРСР (1950).